# Quartet de corda núm. 3 (Beethoven)
El Quartet de corda núm. 3 en re major, opus 18 núm. 3, va ser compost per Ludwig van Beethoven entre 1798 i 1799, i va ser publicat el 1801. Com els altres sis quartets de l'opus 18 estan dedicats al príncep Joseph Franz von Lobkowitz. Cronològicament és el primer quartet.
El componen quatre moviments i la seva execució dura uns 26 minuts:
1. Allegro
2. Andante con moto
3. Allegro
4. Presto

Segons Steinberg, aquesta és "l'obra lírica més suau i consistent [dins de l'Op. 18 de Beethoven]", excepte el quart moviment, en què "Beethoven explora per primera vegada la idea de canviar el centre de gravetat cap al final d'una obra multimoviment”.
El primer moviment comença amb un tema suau i modest:

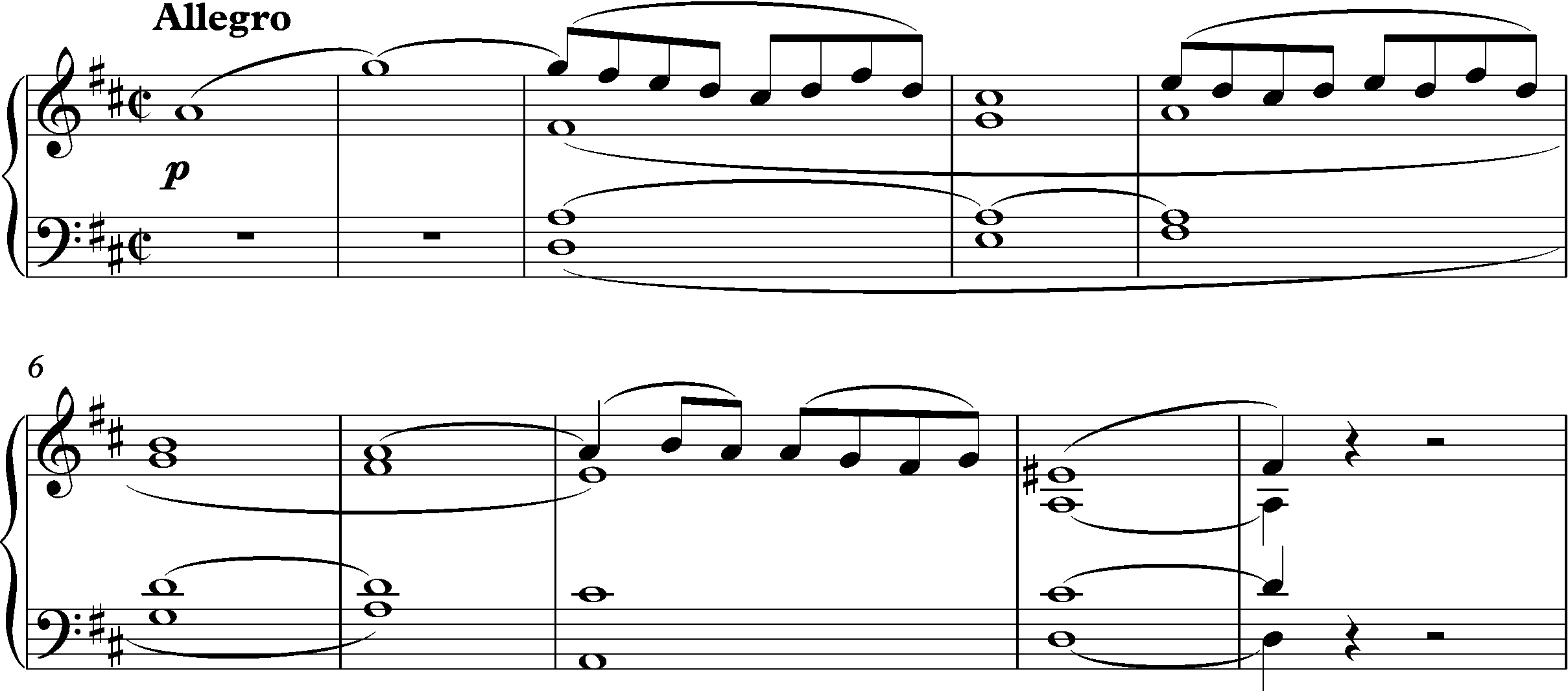
Quartet de Beethoven, op. 18 núm. 3, obertura.

Tanmateix, el seu retorn a l'inici de la recapitulació mostra el tema amb una llum completament diferent. Philip Radcliffe (1965, pàg. 24) descriu aquest moment com a "bellíssimament creat". Burstein (1998, pàg. 295) descriu la
progressió harmònica dramàtica i inusual al final de la secció de desenvolupament com a "impressionant".

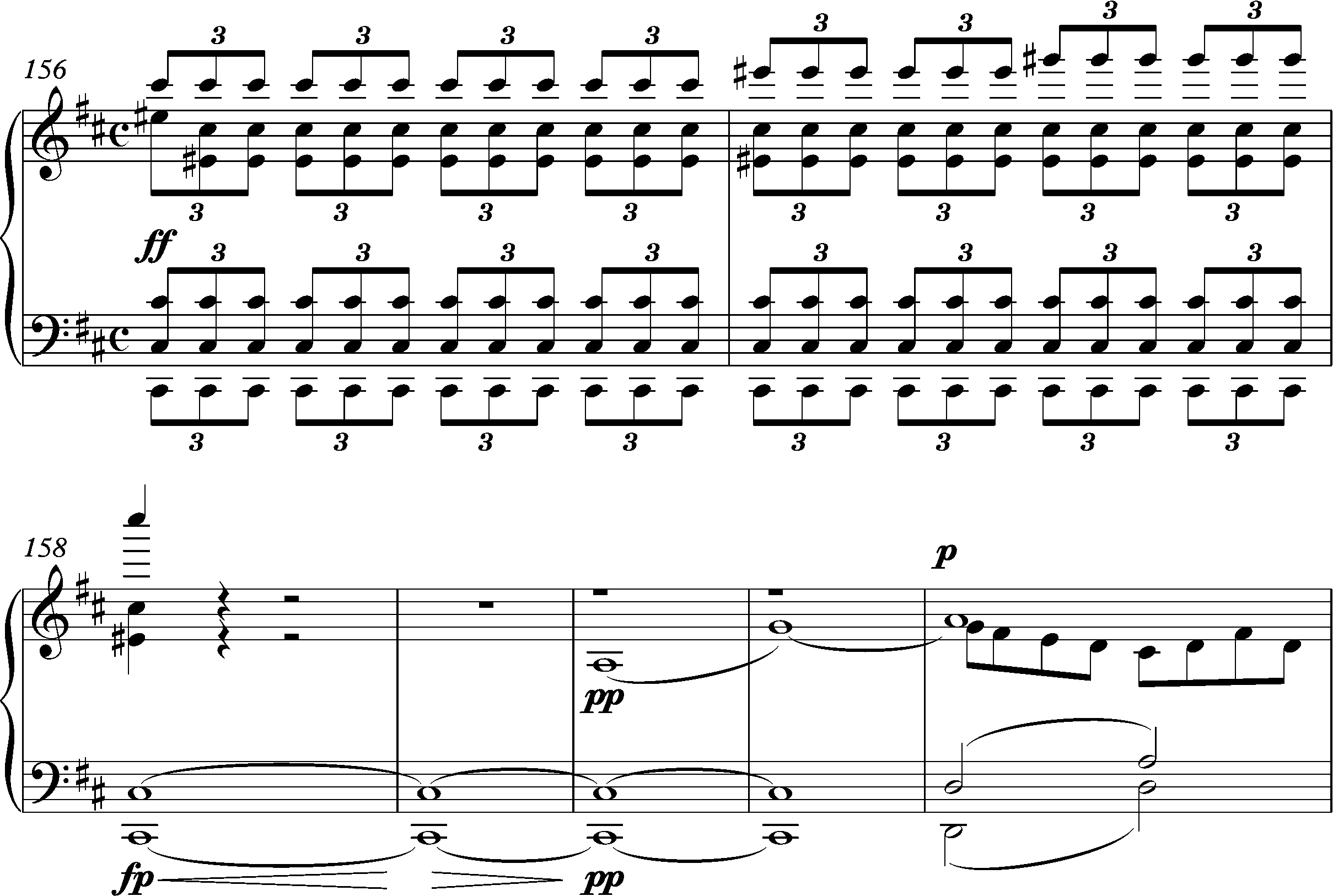
Quartet de Beethoven Op. 18 núm.3, primer moviment, compassos 156-162

“La reinterpretació sobtada del do♯ crea un tipus de crisi tonal que té profundes ramificacions estructurals per a tot el moviment. La manera brillant de Beethoven d'abordar les implicacions d'aquesta estratègia inusual indica un deute amb el seu professor, Haydn, i també revela molt sobre l'artesania i la visió artística de Beethoven”. El moviment final conté un tema que s'assembla a la dansa mexicana Jarabe tapatío.